# Hellmuth Becker
Hellmuth Hermann Becker (Alt Ruppin, 12 augustus 1902 - Krijgsgevangenenkamp 377 Jekaterinenburg, 28 februari 1953) was een Duitse officier en SS-Brigadeführer (brigadegeneraal) en Generalmajor in de Waffen-SS tijdens de Tweede Wereldoorlog. Hij was de laatste commandant van het 3. SS-Panzer-Division Totenkopf.

## Leven
Hij was een zoon van de huisschilder Hermann Becker en groeide in Neuruppin op. Hij ging studeren aan de Realschule. Later ging hij naar een opleiding in het raadhuis van Alt Ruppin.
Op 1 augustus 1920 trad hij in dienst van het 5. Infanterie-Regiment in de Reichswehr in Neuruppin. Becker werd later in de 16e compagnie in Greifswald en in de 5e compagnie in Angermünde ingedeeld. Na zijn opleiding aan de Heeresfachschule werd hij als Feldwebel in het hoofdkwartier in Stettin ingezet. Vanaf 1938 was hij bij de staf van het 2. (Preußisches) Artillerie-Regiments in Schwerin ingezet, hier haalde hij ook zijn Abitur. Op 1 augustus 1932 verliet hij de Reichswehr.

### Interbellum
Na het verlaten van de Reichswehr, werd Becker op 2 augustus 1932 lid van de Sturmabteilung. Hierna werd hij op 28 februari 1933 in Stettin lid van de SS en werkte een korte tijd met Wilhelm Bittrich en Hermann Priess samen. Hij kreeg de functie van gemachtigde adjudant van de III. Sturmbann van de 9. SS-Standarte. Op 1 juli 1935 werd hij overgeplaatst naar de SS-Totenkopfverband "Oberbayern" in het SS-Übungslager Dachau. Daar werd Becker chef van de Rekrutenausbildungs-Kompanie, alsmede vanaf 1936 als hoofd van de Unterführer-Lehrgänge van de SS-Unterführerschule Dachau. Hij werd als hoofd van de SS-Unterführerschule Dachau op 9 november 1936 tot SS-Sturmbannführer (Majoor) bevorderd. Hij was ook betrokken op het gebied van transport en bewaking in het concentratiekamp Dachau. Na de uitbreiding van de 1. SS-Totenkopfstandarte „Oberbayern“, werd hij op 9 november 1937 tot commandant van de I. Sturmbann benoemd en per 30 januari 1938 tot SS-Obersturmbannführer (Luitenant-Kolonel) bevorderd.
Hij nam met het I. SS-Bataillon deel aan de Anschluss en de bezetting van het Sudetenland. Het bataljon was onderschikt aan de Wehrmacht.

### Tweede Wereldoorlog
Aan het begin van de Tweede Wereldoorlog, werd het SS-Totenkopfverband "Oberbayern" als SS-Totenkopfinfanterie-Regiment 1 in de nieuw gevormde gemotoriseerde Totenkopf-Division ingevoegd en nam aan de slag om Frankrijk deel. In mei 1940 werd hij tot SS-Standartenführer (Kolonel) bevorderd en tot commandant van het 1e bataljon van het SS-„Totenkopf“-Infanterie-Regiments 1 benoemd. 
Met het begin van operatie Barbarossa, nam Becker op 7 juli 1941 het commando van het regiment en voerde deze opdracht ook nog uit na zijn verwonding op 10 juli. Op 8 augustus werd hij officieel tot commandant van het regiment benoemd. Op 12 september 1941 werd hij commandant van het Kradschützen-Bataillon van de SS-„Totenkopf“-Division. Vanaf 25 oktober 1941 nam hij de leiding van het SS-„Totenkopf“-Infanterie-Regiments 3 over. Met deze eenheid werd hij ingezet tijdens de omsingeling van Demjansk.
Nadat zijn divisie in de herfst van 1942 naar een Panzer-Division geherclassificeerd was, werd hij tot commandant van het SS-Panzergrenadier-Regiments 6 benoemd. Dit regiment was na de dood van Theodor Eicke zonder commandant (dat oorspronkelijk het SS "Totenkopf" Infanterie Regiment 3 was). Na verschillende veldslagen aan het oostfront, werd hij met ingang van 12 januari 1944 in het Führerreserve geplaatst. Vanaf 13 maart 1944 nam hij het commando van het SS-Panzergrenadier-Regiment 36 van het 16. SS-Panzergrenadier-Division Reichsführer SS in Italië over. Hij werd op 21 juni 1944 tot SS-Oberführer bevorderd.
In de volgende maanden werd hij met zijn divisie ten oosten van Warschau en later oostelijk van Modlin ingezet. In januari 1945 werd hij samen met de 3e en 5e SS-Panzer-Division naar Hongarije verplaatst, om bij Stuhlweißenburg Boedapest te ontzetten tijdens de slag om Boedapest. Deze slag eindigde in een nederlaag, hoewel de meeste elitedivisies van de Waffen-SS erbij betrokken waren. Nadat de slag om Hongarije verloren was, trok Becker zich met zijn divisie terug naar Wenen en vocht nog in de slag om Wenen. Kort voor de capitulatie van Wenen, kreeg Becker het bevel om zich aan de Amerikanen over te geven. De Amerikaanse commandant van de eenheid, accepteerde de overgave niet en wees deze af. Daarop ondernam hij het verzoek tot een eervolle overgave tegenover de Russische troepen, maar die namen hem onmiddellijk gevangen.

### Processen, veroordelingen en executie
In november 1947 werd Becker door een militaire rechtbank in Poltava wegens oorlogsmisdrijven tot driemaal 25 jaar dwangarbeid veroordeeld en kwam in het krijgsgevangenenkamp 377 Jekaterinenburg terecht. Van 1951 tot september 1952 leidde Becker een bouwbrigade bestaande uit krijgsgevangenen. Op 9 september 1952 werd hij in een tweede proces in Rostov, wegens sabotage (maken van namaakexplosieven) in de werkplaats tot de dood veroordeeld. Op 28 februari 1953 werd het vonnis voltrokken. Een andere bron vermeldt 28 februari 1952 als vonnisvoltrekking. Schulz vermeldt: terechtgesteld in Stalingrad, datum voltrekking vonnis: 18 februari 1953. Op 31 januari 1995 werd Becker volledig gerehabiliteerd door de Russische militaire procureur-generaal.

## Carrière
Becker bekleedde verschillende rangen in zowel de Allgemeine-SS als Waffen-SS. De volgende tabel laat zien dat de bevorderingen niet synchroon liepen.
| Datums                       | Reichswehr               | Allgemeine-SS       | Waffen-SS                                 |
| ---------------------------- | ------------------------ | ------------------- | ----------------------------------------- |
| 1 augustus 1920              | Zwölfjährig-freiwilliger | —                   | —                                         |
|                              | Feldwebel                | —                   | —                                         |
| 1928                         | Stabsfeldwebel           | —                   | —                                         |
| 1928                         | Stabswachtmeister        | —                   | —                                         |
| 11 mei 1929                  | Wachtmeister             | —                   | —                                         |
| 27 februari 1933             | —                        | SS-Anwärter         | —                                         |
| 20 november 1933             | —                        | SS-Mann             | —                                         |
| 5 december 1933              | —                        | SS-Scharführer      | —                                         |
| 25 december 1933             | —                        | SS-Oberscharführer  | —                                         |
| 28 maart 1934                | —                        | SS-Obertruppführer  | —                                         |
| 17 juni 1934                 | —                        | SS-Untersturmführer | —                                         |
| 10 maart 1935                | —                        | SS-Obersturmführer  | —                                         |
| 30 januari 1936              | —                        | SS-Hauptsturmführer | —                                         |
| 9 november 1937              | —                        | SS-Sturmbannführer  | —                                         |
| 9 november 1940              | —                        | —                   | SS-Obersturmbannführer der Reserve (W-SS) |
| 4 januari 1942               | —                        | —                   | SS-Standartenführer der Reserve (W-SS)    |
| 23 april 1944 - 21 juni 1944 | —                        | —                   | SS-Oberführer der Reserve (W-SS)          |
| 1 oktober 1944               | —                        | SS-Brigadeführer    | Generalmajor in de Waffen-SS              |

## Lidmaatschapsnummers
- NSDAP-nr.: 1 592 593[5][21][10] (lid geworden 1 april 1933[4][3])
- SS-nr.: 113 174[5][21][10][7](lid geworden 27[4][3])

## Onderscheidingen
Selectie:
- Ridderkruis van het IJzeren Kruis met Eikenloof (nr.595) op 21 september 1944 als SS-Oberführer en Commandant van de SS-Division Totenkopf[21][10][22][2][7][15][3]
- Ridderkruis van het IJzeren Kruis op 7 september 1943 als SS-Standartenführer en Commandant van het SS-Regiment Theodor Eicke[21][10][22][2][7][9][3]
- IJzeren Kruis 1939, 1e Klasse (26 juni 1941[8][3]) en 2e Klasse (24 mei 1940[8][21][10][23][7][3])
- Duits Kruis in goud op 26 september 1942 als SS-Standartenführer in het SS-Totenkopf Regiment 3[21][10][24][7][8][3]
- Hij werd eenmaal genoemd in het Wehrmachtsbericht. Dat gebeurde op:
- 1 februari 1945[25][7]

## Afkorting
- mit der Führung beauftragt (m. d. F. b.) - vrije vertaling: met het leiderschap belast